# IC 4447
IC 4447 је спирална галаксија у сазвјежђу Волар која се налази на листи објеката дубоког неба у Индекс каталогу.
Деклинација објекта је + 30° 49' 57" а ректасцензија 14h 29m 17,9s. Привидна величина (магнитуда) објекта IC 4447 износи 13,7 а фотографска магнитуда 14,6. IC 4447 је још познат и под ознакама UGC 9306, MCG 5-34-56, CGCG 163-66, PGC 51754.